# Tủy xương (thức ăn)

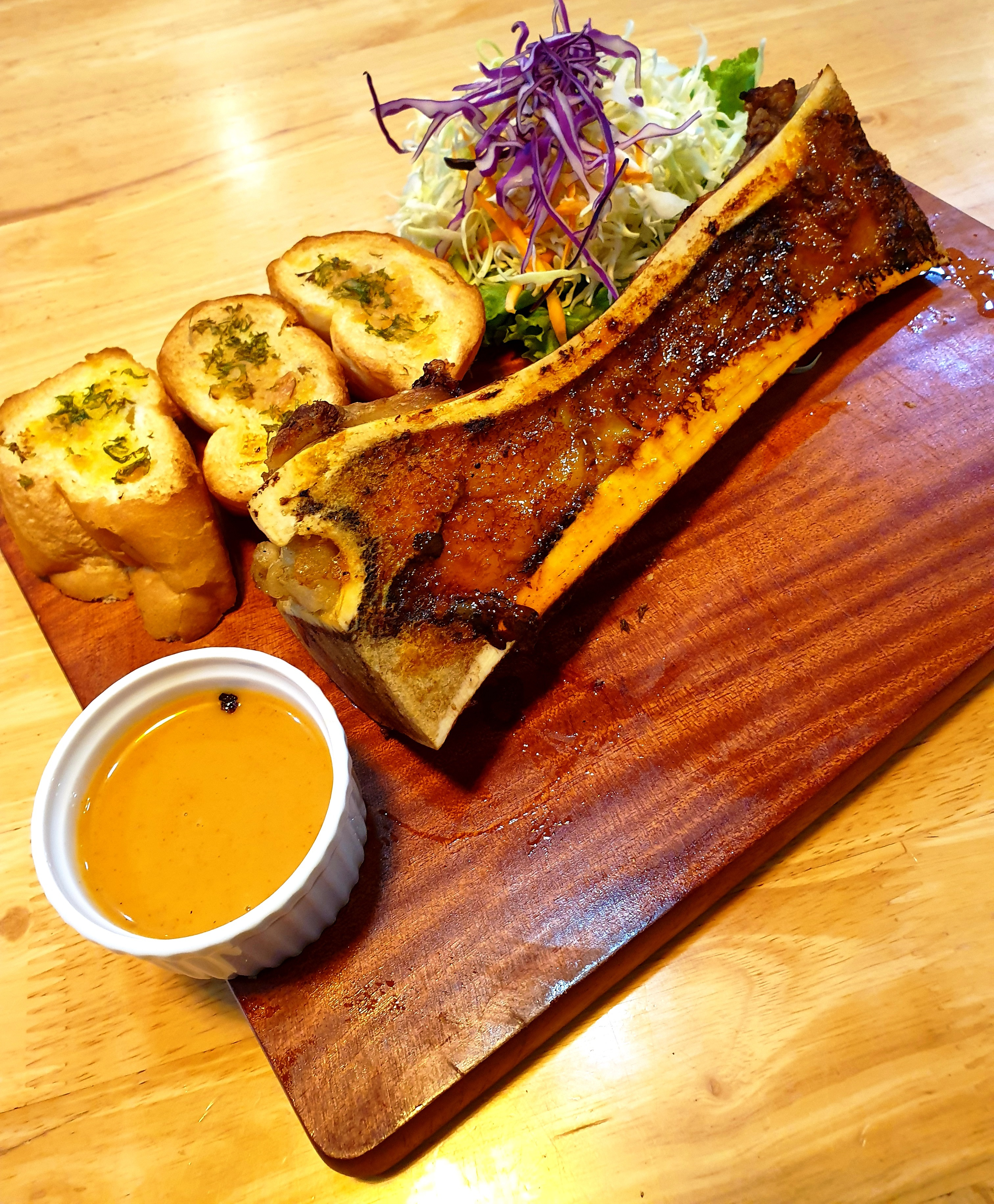
Món tủy bò ở nhà hàng tại Tân Phú

Tủy xương của động vật được con người sử dụng rộng rãi để chế biến làm thực phẩm là món tủy. Món tủy bao gồm tủy màu vàng (tủy xương) nằm trong các khúc xương lớn. Ngoài ra còn có tủy đỏ (tủy sống), chứa nhiều chất dinh dưỡng hơn tủy vàng. Những ống xương tủy có thể được kèm trong những miếng thịt có xương mua từ cửa hàng bán thịt hoặc siêu thị, chợ. Nhiều nền văn hóa đã sử dụng tủy xương làm thực phẩm trong suốt chiều dài lịch sử. Một số nhà nhân chủng học tin rằng con người nguyên thủy ban đầu là những người kẻ ăn xác thối hơn là những thợ săn ở một số khu vực trên thế giới. Tủy phải là một nguồn thức ăn hữu ích (phần lớn do hàm lượng chất béo chứa trong nó) cho những loài vượn nhân hình sử dụng công cụ, chúng có thể dùng đá để đập vỡ xương của nhựng cái xác thối do những dã thú như sư tử bỏ lại khi bộ hàm của thú ăn thịt không đủ khỏe để gặm thấu xương.

## Các món
Được chế biến thành nhiều món ăn, kể cả ruốc, tuy nhiên thường thì tủy xương chỉ được sử dụng như một hương liệu, chẳng hạn trong các món xúp hoặc phở để tăng độ béo và hương vị. Tủy xương là thực phẩm giàu protein cũng như các chất béo chưa bão hòa. Các chất béo chưa bão hòa có tác dụng làm giảm nồng độ của cholesterol thuộc loại LDL trong máu. Một số người tin rằng điều này làm giảm nguy cơ bệnh mạch vành, gợi ra khả năng khuyến khích việc dùng tủy xương làm thức ăn. Những thực khách châu Âu vào thế kỷ XVIII thường dùng muỗng lấy tủy (hoặc thìa lấy tủy), thường làm bằng bạc và có một chiếc bát dài, mỏng, làm dụng cụ để xúc tủy ra khỏi khúc xương để thưởng thức độ béo ngậy của nó. Tủy xương cũng được sử dụng trong các chế phẩm khác nhau, chẳng hạn như pemmican.
Mức độ phổ biến của tủy xương như một loại thực phẩm hiện nay tương đối hạn chế ở thế giới phương Tây, nhưng nó vẫn được sử dụng trong một số nhà hàng dành cho người sành ăn và phổ biến đối với những người đam mê ẩm thực. Ở Việt Nam, tủy xương bò dùng để nấu nước dùng món phở, trong khi ở Philippines, súp trâu được làm chủ yếu từ xương bò và tủy, gia vị với rau và thịt luộc, cũng có một món súp tương tự ở Philippines được gọi là kansi Tủy xương bò cũng là thành phần chính trong món Ẩm thực Ý là ossobuco (thịt bê om). Xương tủy bò thường được cho vào nước dùng trong ẩm thực Pháp với món pot-au-feu, phần tủy nấu chín thường trét trên bánh mì nướng có rắc muối biển. Ở Kathmandu thuộc Nepal, có món Sapu Mhicha gồm bao tử được nhồi với tủy xương, đây là một món ngon được phục vụ trong những dịp đặc biệt, phần vỏ được luộc và chiên và ăn khi tủy vẫn còn tan chảy.